# Бабушкин (Бурятия)
Ба́бушкин (до 1941 года — Мы́совск, бур. Бабушкин хото) — город районного значения в Кабанском районе Республики Бурятия. Административный центр Бабушкинского городского поселения. Население — 4225 чел. (2024).
Один из пяти исторических городов Бурятии. В городе — железнодорожная станция Мысовая на Транссибирской магистрали.

## География
Расположен в 72 км к юго-западу от районного центра, села Кабанска, и в 170 км к западу от Улан-Удэ, на южном берегу озера Байкал в устье реки Мысовки, у подножия северных отрогов Хамар-Дабана. Через территорию города проходят федеральная трасса Р258 «Байкал» и Транссибирская магистраль.

## Климат
Благодаря расположению на берегу Байкала, здесь относительно мягкая зима (по сравнению с Иркутском или Улан-Удэ). Температуры зимой в среднем колеблются от −5 °C до −25 °C. Лето прохладное, с большим количеством осадков. Средние температуры: от +15 °C до +25 °C. Осень, в среднем, теплее весны.
| Среднесуточная температура воздуха и количество осадков | Среднесуточная температура воздуха и количество осадков | Среднесуточная температура воздуха и количество осадков | Среднесуточная температура воздуха и количество осадков | Среднесуточная температура воздуха и количество осадков | Среднесуточная температура воздуха и количество осадков | Среднесуточная температура воздуха и количество осадков | Среднесуточная температура воздуха и количество осадков | Среднесуточная температура воздуха и количество осадков | Среднесуточная температура воздуха и количество осадков | Среднесуточная температура воздуха и количество осадков | Среднесуточная температура воздуха и количество осадков | Среднесуточная температура воздуха и количество осадков | Среднесуточная температура воздуха и количество осадков |
| Месяц                                                   | Янв                                                     | Фев                                                     | Мар                                                     | Апр                                                     | Май                                                     | Июн                                                     | Июл                                                     | Авг                                                     | Сен                                                     | Окт                                                     | Ноя                                                     | Дек                                                     | Год                                                     |
| Средняя температура, °C                                 | −14,5                                                   | −15,8                                                   | −8,6                                                    | −0,5                                                    | 6,3                                                     | 10,7                                                    | 14,4                                                    | 14,4                                                    | 8,9                                                     | 2,7                                                     | −4,0                                                    | −7,9                                                    | 0,6                                                     |
| ------------------------------------------------------- | ------------------------------------------------------- | ------------------------------------------------------- | ------------------------------------------------------- | ------------------------------------------------------- | ------------------------------------------------------- | ------------------------------------------------------- | ------------------------------------------------------- | ------------------------------------------------------- | ------------------------------------------------------- | ------------------------------------------------------- | ------------------------------------------------------- | ------------------------------------------------------- | ------------------------------------------------------- |
| Осадки, мм                                              | 19,2                                                    | 10,5                                                    | 13,9                                                    | 23,5                                                    | 42,9                                                    | 79,1                                                    | 108,9                                                   | 101,6                                                   | 67,6                                                    | 33,4                                                    | 32,9                                                    | 37,7                                                    | 576                                                     |

| Показатель                         | Янв.  | Фев.  | Март  | Апр.  | Май  | Июнь | Июль  | Авг.  | Сен. | Окт.  | Нояб. | Дек.  |
| ---------------------------------- | ----- | ----- | ----- | ----- | ---- | ---- | ----- | ----- | ---- | ----- | ----- | ----- |
| Абсолютный максимум, °C            | 3,7   | 6,8   | 12,4  | 23,8  | 29,1 | 31,6 | 33,6  | 32,5  | 27,7 | 21,1  | 12,8  | 6,2   |
| Средний суточный максимум, °C      | −10,4 | −9,8  | −2,9  | 5,1   | 12,5 | 17,0 | 20,1  | 19,1  | 13,6 | 6,9   | −0,2  | −4,8  |
| Средняя температура, °C            | −14,8 | −15   | −8,4  | 0,2   | 7,0  | 11,8 | 15,8  | 15,3  | 9,5  | 3,0   | −3,9  | −8,5  |
| Средний суточный минимум, °C       | −19,1 | −20,2 | −13,9 | −4,7  | 1,4  | 6,6  | 11,4  | 11,4  | 5,5  | −0,8  | −7,6  | −12,2 |
| Абсолютный минимум, °C             | −35,3 | −38,6 | −30,3 | −24,5 | −6,2 | −1,8 | 2,4   | 3,5   | −3,1 | −13,8 | −20,3 | −25,8 |
| Норма осадков, мм                  | 22,9  | 8,8   | 13,1  | 26,1  | 44,6 | 77,5 | 100,1 | 101,0 | 65,9 | 28,6  | 30,3  | 27,2  |
| Источник: Бабушкин погода и климат |       |       |       |       |      |      |       |       |      |       |       |       |

## Герб города

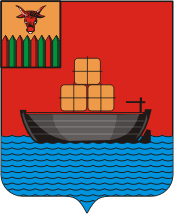
Герб Мысовска. 1913 год

Решением № 161 Совета представителей города от 30 августа 2002 года утверждён современный герб города Бабушкин: «В червлёном (красном) поле на серебряной волнистой оконечности чёрная ладья с таковым же рулём, нагруженная тремя (два и один) крестообразно перевязанными золотыми тюками».

## История
Выселок Посольского монастыря Мысовский на месте нынешнего города основан предположительно между 1760 и 1765 годами. Здесь начинался Удунгинский тракт через Хамар-Дабан, построенный кяхтинскими купцами для перевозки товаров из Китая. Ими же построена пристань на Байкале. По Кругоморскому тракту через Мысовую проходили этапы каторжников на Нерчинск и Акатуй.
В 1892 году у Мысовского выселка была основана почтовая станция и местное купечество начало ходатайствовать о присвоении выселку статуса города.
В 1900 году была основана железнодорожная станция Мысовая. До постройки Кругобайкальской железной дороги пристань Мысовой принимала паромы с поездами с западного берега Байкала.
31 мая 1902 года Высочайшим повелением посёлок при станции Мысовой получил статус безуездного города Забайкальской области и официальное название — Мысовск.
Во время русско-японской войны в городе работал Смоленский лазарет Красного Креста на 200 мест.
В период революции 1905—1907 годов Мысовск был одним из центров революционного движения в Забайкалье. 18 января 1906 года здесь были расстреляны карателями генерала Меллер-Закомельского шестеро революционеров, в том числе И. В. Бабушкин.
В январе 1914 года в Верхнеудинске состоялся съезд кооператоров западного Забайкалья, на котором было создано Прибайкальское торгово-промышленное товарищество кооперативов «Прибайкалсоюз». После этого кооперативные общества потребителей «Экономия» возникли в городах Троицкосавске, Мысовске, Баргузине.
В 1917 году из православной общины был создан женский Мысовской Успенский монастырь.
В августе 1918 года станция и город были захвачены белочехами. В период Гражданской войны Мысовск оккупировался американцами, японцами, унгерновцами, семёновцами, каппелевцами. 11 февраля 1920 года в Мысовске генерал С. Н. Войцеховский учредил своим приказом одну из высших наград Белого движения на востоке России — знак «За Великий Сибирский поход».
В 1920 году на пристани Мысовск базировался пароход «III Интернационал» из Сибирской военной речной флотилии.
До 1927 года город входил в Иркутский округ Иркутской губернии. 6 июня 1925 года город преобразован в рабочий посёлок. С 15 марта 1927 года Мысовск вошёл в состав Бурят-Монгольской АССР, с сентября того же года — в состав вновь образованного Кабанского района БМ АССР.
В 1931 году в Мысовске начала работать судостроительная верфь Восточно-Сибирского рыбного треста.
18 января 1941 года Указом Президиума Верховного Совета РСФСР Мысовск вновь обрёл статус города (уже республиканского подчинения) и был переименован в Бабушкин, в честь профессионального революционера И. В. Бабушкина, расстрелянного на станции Мысовой в 1906 году.
Во время Великой Отечественной войны в школе № 1 размещался Эвакогоспиталь № 1943 на 200 коек. Здесь размещались два отделения: травматологическое и хирургическое.
В 1959 году город Бабушкин утратил статус города республиканского подчинения.
13 января 1965 года город Бабушкин, пгт Выдрино, Селенгинск, Каменск и Танхой, а также Посольский сельсовет переданы из Прибайкальского района в Кабанский район.

## Население
| 1931  | 1939  | 1959  | 1970  | 1979  | 1989  | 1992  | 1996  | 1998  | 2000  |
| ----- | ----- | ----- | ----- | ----- | ----- | ----- | ----- | ----- | ----- |
| 2900  | ↗7044 | ↗8238 | ↘7943 | ↘7386 | ↘7298 | ↘7200 | ↗7300 | →7300 | →7300 |
| 2001  | 2002  | 2003  | 2005  | 2006  | 2007  | 2008  | 2009  | 2010  | 2011  |
| →7300 | ↘5000 | →5000 | ↘4900 | →4900 | →4900 | →4900 | ↗4918 | ↘4831 | ↘4827 |
| 2012  | 2013  | 2014  | 2015  | 2016  | 2017  | 2018  | 2019  | 2020  | 2021  |
| ↘4822 | ↘4746 | ↘4712 | ↘4651 | ↘4623 | ↘4542 | ↘4513 | ↘4486 | ↘4454 | ↘4368 |
| 2023  | 2024  |       |       |       |       |       |       |       |       |
| ↘4282 | ↘4225 |       |       |       |       |       |       |       |       |

По численности населения на 1 января 2014 года находится на 1064 месте из 1100 городов Российской Федерации.

## Экономика
Железнодорожная станция Мысовая. Леспромхоз.

## Достопримечательности

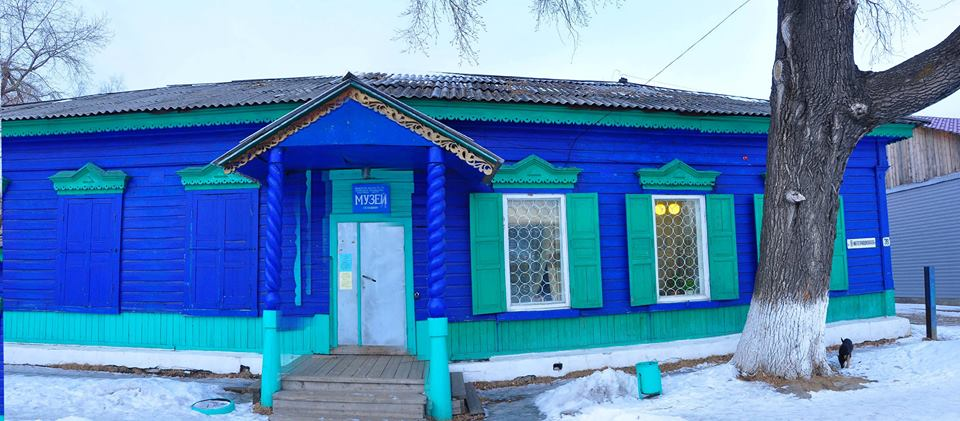
Историко-краеведческий музей им. И. В. Бабушкина

- С 1966 года в городе действует мемориальный музей И. В. Бабушкина[33], ныне — историко-краеведческий музей им. И. В. Бабушкина.[34]
- На месте расстрела И. В. Бабушкина установлен обелиск.
- Мысовский маяк, рядом с которым чешскими легионерами из пушек 16 августа 1918 года был расстрелян самый крупный в России паром-ледокол «Байкал» (после спуска на воду в 1899 г. считался вторым в мире по грузоподъёмности и размерам).